# Ludovic Goguillot
Pour les articles homonymes, voir Goguillot.
Auguste Valentin Ludovic Goguillot, né à Vauvert le 1er octobre 1857 et mort à Montpellier le 27 octobre 1890, est un professeur de l'Institution nationale des sourds-muets de Paris (aujourd'hui Institut national des jeunes sourds). 
Il rédigea notamment un manuel de référence en orthophonie publié en 1889 : Comment on fait parler les sourds-muets. Il fut aussi un des fondateurs de la Revue internationale de l'enseignement des sourds-muets.

## Contexte
Les trois décennies qui ont suivi le Congrès de Milan, en 1880, peuvent être considérées comme l’âge d’or de la méthode orale pure (ou oralisme) en matière d’éducation des sourds. Proto-typique de cette période, paraissait, en 1889 chez Masson, un véritable best-seller : Comment on fait parler les sourds-muets. Son auteur, Ludovic Goguillot, professeur à l’Institution nationale des sourds-muets à Paris, avait répondu à l’absence d’ouvrages de référence récents, en langue française, pour l’instruction des sourds-muets par la méthode orale. En poste depuis moins de dix ans à l’Institution, il avait été nommé rapporteur du nouveau programme de première année, axé sur l’enseignement du mécanisme de la parole. C’est cette responsabilité qui lui permit de rassembler les éléments nécessaires à la rédaction de son manuel.

## L'auteur
Goguillot n’était pas un néophyte en matière d’éducation oraliste – et d’écriture. Dès 1883 - il a à peine 24 ans - il avait publié De la période préparatoire à l’enseignement des éléments d’articulation et de lecture sur les lèvres dans l’instruction des sourds-muets par la méthode orale pure. Deux ans plus tard, sa conférence faite le 23 mars 1885 à la Société française des sténographes, Classification des éléments phonétiques de la langue française, est acceptée par la Revue internationale de l’enseignement des sourds muets. 
La même année, une autre conférence faite à Limoges, à l’occasion de la création, dans cette ville, d’un externat municipal pour l’instruction des sourds-muets par la parole, le 2 octobre 1885, est aussi diffusée sous le titre : Enseignement de la parole aux sourds-muets. En 1887, la Revue internationale de l’enseignement des sourds muets propose un autre article, rédigé par ses soins : De l’état de la denture chez les sourds-muets arriérés. L’année suivante, François Camailhac (1857-1919), directeur de l’externat de Limoges, lui confiera la préface intitulée Des syllabes et de la syllabisation de son Syllabaire à l'usage des écoles de sourds-muets. Le 2 août de la même année, Ludovic Goguillot fut chargé de prononcer le discours à la distribution solennelle des prix de l’Institution nationale des sourds-muets de Paris. Intitulé La Révolution et les sourds muets, il sera publié chez le même éditeur. La même année que celle de la sortie de son manuel, il participa, avec le Dr Couëtoux de Nantes et M. Thomas, avocat à la cour d’appel de Nantes à un ouvrage collectif, De la surdité chez l’enfant et l’adulte, au point de vue médical, pédagogique, légal et tutélaire.
Ludovic Goguillot décéda prématurément l’année suivante, à l’âge de trente et un ans, à la suite d'une fièvre typhoïde.

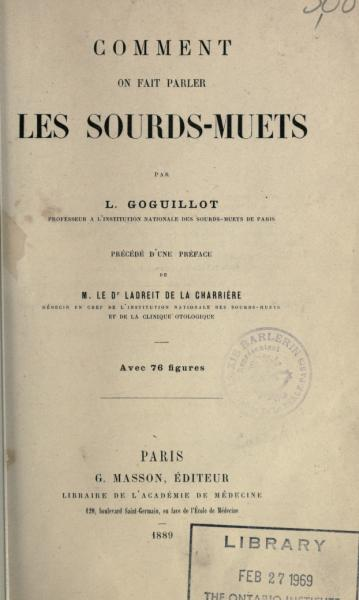
Comment on fait parler les sourds-muets - Paris:Masson - 1889

## L'ouvrage
Préfacé par le Dr Jules François René Ladreit de la Charrière, médecin chef de l’Institution nationale des sourds-muets et de sa clinique otologique, son dernier ouvrage est signalé dans plusieurs revues spécialisées ou scientifiques, en particulier par une longue présentation dans La Nature, revue des sciences et de leurs applications aux arts et à l’industrie, au titre éponyme. L’oralisme, à cette époque, est perçu comme un progrès scientifique (les gestes sont « dépassés » par l’histoire puisqu’une technique d’apprentissage achevée permet de s’en passer), un progrès pour l’intégration dans la société (intérêt de la parole et de sa compréhension) et un progrès pour l’égalité (permettre à une catégorie de personne de compenser, grâce aux progrès de la science, un handicap de naissance). Le fait que cette critique paraisse dans un hebdomadaire consacré aux sciences, aux arts et à l’industrie souligne encore plus la « notoriété technique » de la méthode orale.
Après un plaidoyer en faveur de l’oralisme, un rappel historique et un état des lieux de l’enseignement des sourds-muets en France et à l’étranger, Ludovic Goguillot propose quelques rappels théoriques concernant les connaissances de son époque en matière de physiologie de la voix. La deuxième partie de son ouvrage concerne ce qu’il appelle la période préparatoire : examen de l’état physique et intellectuel, éducation de la voix, du toucher et de l’appareil vocal. La troisième partie est entièrement consacrée à la voix : provocation, correction des défauts, utilisation et éducation du sens auditif. La partie suivante concerne les éléments de la parole et le moyen de les enseigner au sourd-muet : après un rappel de phonétique, sont abordés directement l’apprentissage des voyelles orales puis nasales (aspect du visage, moyens de les enseigner, défauts les plus courants et procédés à employer pour les corriger), puis des consonnes : un ordre d’apprentissage est aussi proposé. La cinquième partie concerne la syllabisation, qui doit tenir compte de la déformation des sons dans leurs accouplements et des difficultés provenant de l’orthographe. La dernière partie, intitulée liaisons des mots et des propositions, aborde la syntaxe, les problématiques liaison / élision, ponctuation / respiration et celles de l’accentuation. Goguillot explique enfin, dans l’appendice de son manuel, que son programme concerne aussi, indépendamment de leur âge, les personnes atteintes de vices graves de l’audition, de défauts plus ou moins marqués de la parole et les bègues. Il préconise enfin l’apprentissage de la lecture sur les lèvres, comme domaine d’intervention et de compétence.

## Ressources
- Comment on fait parler les sourds-muets, La Nature, revue des sciences et de leurs applications aux arts et à l’industrie, 1889, 17, 1, p. 394 – 396. [lire en ligne]
- Yves Bernard, Quelques traits de la pédagogie curative de l’enfant sourd : une approche des problématiques de l’Antiquité au début du XXe siècle, [lire en ligne]
- Didier Séguillon, Du langage des Signes à l’apprentissage de la parole ou l’échec d’une réforme, STAPS, 2002, 58, p. 21-34
- Olivier Héral, Ludovic Goguillot (1859 – 1890) Auteur d’un manuel de référence en orthophonie publié en 1889 : Comment on fait parler les sourds-muets, L’Orthophoniste, 2008, 270, 30 - 31.

## Publications
- Camailhac, F., Syllabaire à l'usage des écoles de sourds-muets, précédé d'une Préface par L. Goguillot,  G. Carré : Paris, 1889.
- Comment on fait parler les sourds-muets, Ludovic Goguillot,  [lire en ligne]
- Couëtoux, L.,  Thomas, M., et  Goguillot, L.,  1890, De la Surdité chez l'enfant et l'adulte, au point de vue médical, pédagogique, légal, tutélaire, G. Carré : Paris.